# Angelo Ramazzotti
Angelo Francesco Ramazzotti (Milano, 3 agosto 1800 – Crespano del Grappa, 24 settembre 1861) è stato un patriarca cattolico italiano.

## Biografia
Nacque a Milano il 3 agosto 1800 da famiglia originaria di Saronno.
Nel 1823 si laureò in diritto presso l'Università di Pavia, facendo pratica legale per due anni presso lo studio degli avvocati Calcaterra e Biumi, a Milano.
Mons. Burocco, allora Prevosto di San Giorgio al Palazzo e suo confessore personale, lo convinse a iscriversi al corso teologico triennale nel Seminario Maggiore di Milano. Il 1º agosto 1828, il capitolo degli Oblati Missionari di Rho accoglie con sospensiva la sua domanda di ammissione Quando il 13 giugno 1829 prese congedo dalla madre, fu ordinato sacerdote ed entrò come novizio predicatore nella comunità di Rho, divenendone dopo alcuni anni il superiore.
Nel convento di San Francesco a Saronno, aprì nel 1836 l'orfanotrofio-oratorio che poi divenne la prima sede del Seminario Lombardo.
Nel novembre del 1847 a Rho, avendo saputo da mons. Luquet legato pontificio di Papa Pio IX che era desiderio del pontefice che si fondasse un Istituto missionario, si determinò a fondare nella propria casa paterna di Saronno il "Seminario lombardo per le missioni estere" (destinato a dare origine al PIME, Pontificio istituto missioni estere).
Nel 1850 fu nominato vescovo di Pavia, cui nel 1858 seguì la nomina a Patriarca di Venezia, ministero nel corso del quale organizzò la prima spedizione delle Suore di Maria Bambina (Suore della Carità) in Bengala e delle suore Figlie della Carità (canossiane) ad Hong Kong.
Trasferitosi a villa Canal a Gherla, frazione di Crespano del Grappa, presso il conte Filippo Canal nell'estate del 1861, il 21 settembre ricevette la notizia di un concistoro imminente di papa Pio IX e del ricevimento della berretta cardinalizia, dalla quale chiese di essere dispensato. Morì il successivo 24 settembre, alle 4.30, all'età di 61 anni, tre giorni prima di ricevere l'abito da porporato.
Il 5 ottobre 1861 davanti alla Basilica di San Marco addobbata per i funerali, una scritta recitava: "Nulla lasciò per sé, tutto mise in comune coi poveri; morì in estrema povertà, ricevendo come ultimo onore della sua larga carità le lacrime dei poveri".
Il cardinale Angelo Giuseppe Roncalli, patriarca di Venezia e futuro papa Giovanni XXIII, il 3 marzo 1958 fece traslare le sue spoglie a Milano nella chiesa di San Francesco Saverio dell'istituto missionario da lui fondato e attualmente presente in molte diocesi.
Nel 1976 papa Paolo VI ne avviò la causa di beatificazione. Il 14 dicembre 2015 papa Francesco autorizza la promulgazione del decreto sulle virtù eroiche e lo dichiara venerabile.

## Genealogia episcopale e successione apostolica
La genealogia episcopale è:
- Cardinale Scipione Rebiba
- Cardinale Giulio Antonio Santori
- Cardinale Girolamo Bernerio, O.P.
- Arcivescovo Galeazzo Sanvitale
- Cardinale Ludovico Ludovisi
- Cardinale Luigi Caetani
- Cardinale Ulderico Carpegna
- Cardinale Paluzzo Paluzzi Altieri degli Albertoni
- Papa Benedetto XIII
- Papa Benedetto XIV
- Papa Clemente XIII
- Cardinale Bernardino Giraud
- Cardinale Alessandro Mattei
- Cardinale Pietro Francesco Galleffi
- Cardinale Giacomo Filippo Fransoni
- Patriarca Angelo Ramazzotti

La successione apostolica è:
- Vescovo Paškal Vujičić (Vujcic), O.F.M.Obs. (1858)
- Vescovo Camillo Benzon (1859)